# マリッジブルー
マリッジブルーとは、結婚を控えた人が間近に迫った結婚生活に突然不安や憂鬱を覚える、精神的な症状の総称である。和製英語。

## 概説
マリッジブルーは漠然とした不安感であり、正確な定義は与えがたい。あえて概要を与えれば以下のようになる。
望んで行う結婚では当事者は喜びに満ち溢れるところだが、結婚に現実のものとして直面すると、結婚後の生活の変化や家庭を持つ責任への不安が突然に強く意識される。これがマリッジブルーである。マリッジブルーが昂じると、適応障害やうつ病を発症したり、憂鬱から逃れるため最悪の場合婚約の破棄にいたることさえある。

### マリッジブルーの原因
マリッジブルーが起こる原因としては、姓、役割、住まい、仕事、親族などの大きなライフスタイルの変化があるとされている。
ホームズとレイのストレス度表によると、配偶者の死を100のストレスとした場合結婚は50のストレスということからもわかるように、結婚は喜び事であると同時に大きなストレスであり、そのストレスを受けたくないという気持ちが生じ、それが行動経済学でいうところの、現状維持バイアスを形成し、マリッジブルーにつながるのではないかという説もある。

### マリッジブルーの起きやすい時期
マリッジブルーが起きやすい時期として男性はプロポーズ前,女性はプロポーズ後とする説があるが、
- 男性でプロポーズ前が33％　後が67％
- 女性でプロポーズ前が25％　後が75％

とするデータもある。